# Pulvinaria eryngii
Pulvinaria eryngii är en insektsart som beskrevs av Fonseca 1973. Pulvinaria eryngii ingår i släktet Pulvinaria och familjen skålsköldlöss. Inga underarter finns listade i Catalogue of Life.